# Phoenicurus phoenicurus

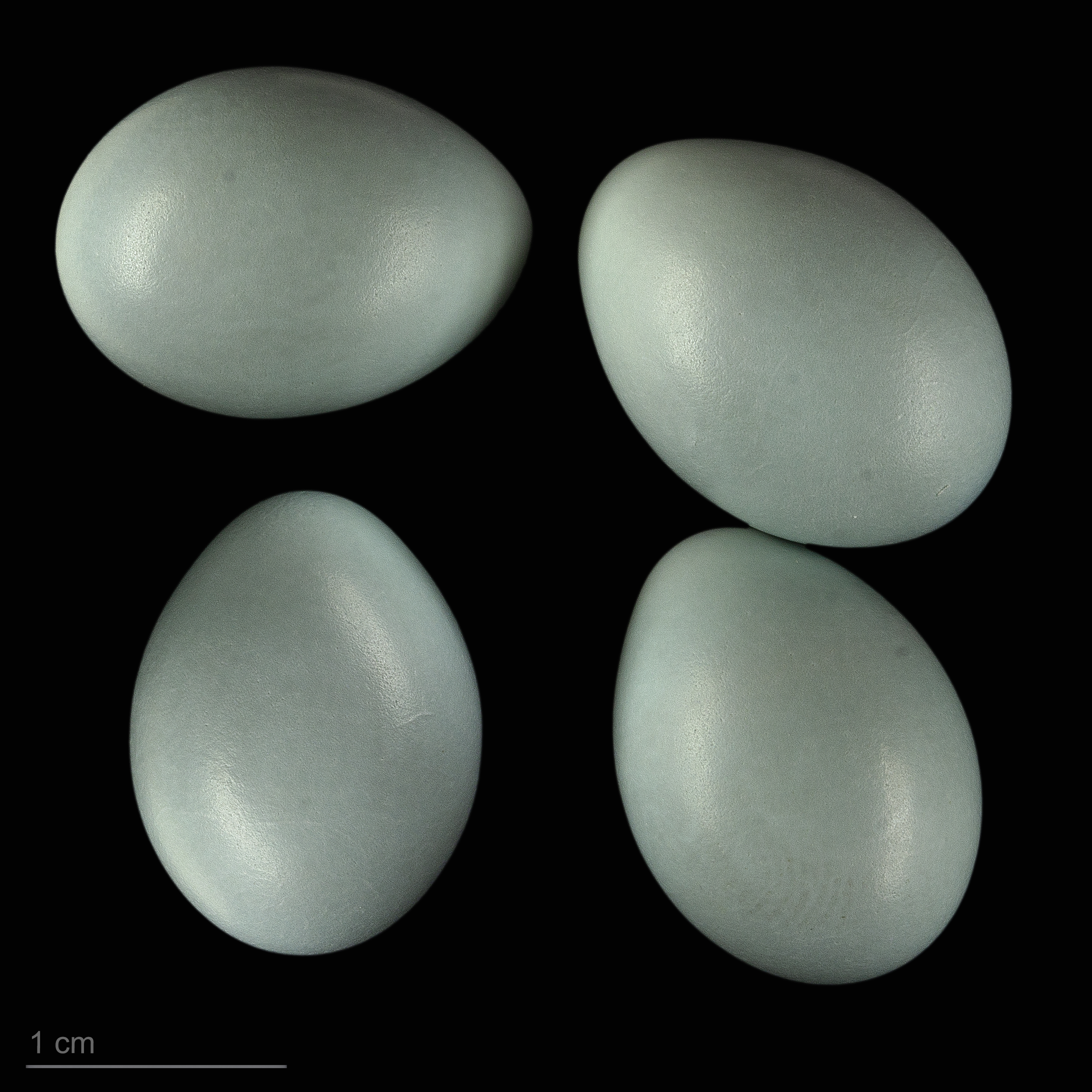
Phoenicurus phoenicurus phoenicurus - MHNT

El colirrojo real (Phoenicurus phoenicurus) es una especie de ave paseriforme de la familia Turdidae propia de Eurasia y África.

## Distribución y hábitat
Cría en Eurasia entre abril y agosto. Habita en bosques con claros, jardines, parques y arboledas semiabiertas que ofrezcan árboles con huecos idóneos para anidar. Migra para pasar el invierno en África subsahariana y el sur de Arabia.